# 田部井信芳
田部井 信芳（たべい のぶよし）は、日本の経済学者で大学教員。宇都宮共和大学教授。

## 経歴
- 1987年3月中央大学経済学部卒業、1989年中央大学大学院で経済学修士修得[2]
- 1999年4月 - 2005年3月 那須大学都市経済学部 専任講師
- 2006年4月 - 2007年3月 宇都宮共和大学シティライフ学部 専任講師[3]。
- 2007年4月 - 2013年3月 宇都宮共和大学シティライフ学部 准教授
- 2014年4月 - 宇都宮共和大学シティライフ学部 教授

## 論文
- 2003年3月 「アジア通貨危機後の成長の可能性」『中央大学経済研究所年報』中央大学経済研究所
- 2006年4月 「労働生産性上昇の価格と賃金への効果」『宇都宮共和大学論叢』第7号
- 2007年10月 「日本の賃金はなぜ上がらないのか」『都市経済研究年報』第7号　宇都宮共和大学 都市経済研究センター
- 2012年2月 「経済のグローバル化と所得分配」『世界経済の新潮流』田中素香・林光洋編著 中央大学出版部
- 2012年3月 「輸出主導型経済の持続可能性」『宇都宮共和大学論叢』第13号
- 2012年11月 「ＴＰＰと日本の貿易政策」『都市経済研究年報』第12号 宇都宮共和大学 都市経済研究センター
- 2013年3月 「人的資本、収穫逓増と経済成長」『宇都宮共和大学論叢』第14号
- 2015年1月 「アジア経済の現状と成長の可能性」『金融危機後の世界経済の課題』 中條誠一・小森谷徳純編著　中央大学出版部
- 2016年3月 「A Method of Increasing Per Capita Real Income by Twenty Times」 『THE JOURNAL OF UTSUNOMIYA KYOWA UNIVERSITY』No.17
- 2017年10月 「アメリカの貿易政策と世界経済」『都市経済研究年報』第17号 宇都宮共和大学 都市経済研究センター
- 2020年3月 「The Trade Balance-Oriented Trade Policy」 『THE JOURNAL OF UTSUNOMIYA KYOWA UNIVERSITY』No.21